# فرنسيس بلرين
فرنسيس بلرين (بالفرنسية: Francis Pellerin)‏ هو نحات فرنسي، ولد في 2 أبريل 1915 في كانكال في فرنسا، وتوفي في 30 سبتمبر 1998 في رين في فرنسا.